# Néville-sur-Mer
Néville-sur-Mer település Franciaországban, Manche megyében. Lakosainak száma 194 fő (2018. január 1.). Néville-sur-Mer Gouberville, Réthoville és Tocqueville községekkel határos.

## Népesség
A település népességének változása:
| Lakosok száma | 199  | 170  | 154  | 164  | 169  | 180  | 188  | 191  | 193  | 194  |
|               | 1962 | 1968 | 1982 | 1990 | 1999 | 2008 | 2011 | 2013 | 2017 | 2018 |